# San Jerónimo (Comayagua)
Pour les articles homonymes, voir San Jerónimo.
San Jerónimo est une municipalité du Honduras, située dans le département de Comayagua. La ville est fondée en 1897.

## Source de la traduction
- (en)/(es) Cet article est partiellement ou en totalité issu des articles intitulés en anglais « San Jerónimo, Comayagua » (voir la liste des auteurs) et en espagnol « San Jerónimo (Comayagua) » (voir la liste des auteurs).